# 保罗·冯·卜利
保罗·弗里德里希·克里斯蒂安·冯·卜利（德語：Paul Friedrich Christian von Buri，1860年6月1日—1922年8月7日）是一位德国外交官，曾担任德國駐澳大利亚和驻上海总领事。

## 早年生活
保罗·冯·卜利于1860年6月1日生于黑森大公国吉森。.他的父亲马克西米利安·冯·卜利（Maximilian von Buri，1825年-1902年）是一名法学家，1879年至1896年是德意志帝国最高法院法官，他的曾祖父路德维希·冯·卜利（Ludwig von Buri，1746年-1806年）是约翰·沃尔夫冈·冯·歌德儿时的朋友。  1896年3月14日，保罗·冯·卜利在莱比锡与恩斯特·冯·博姆哈德的女儿夏洛特·冯·博姆哈德 (Charlotte von Bomhard，1871-1964 年）结婚。  保罗·冯·卜利曾就讀於海德堡大学 、斯特拉斯堡大学和莱比锡大学。 

## 外交生涯
1886年，保罗·冯·卜利進入德國外交部工作，1889年擔任德國駐桑给巴尔苏丹国副领事。此后，他担任德国驻开普敦和比勒陀利亚领事。1900年起，他出任德國驻瑞士巴塞尔的总领事。 1901年4月，保罗·冯·卜利擔任德国驻悉尼总领事。   1906年8月，保罗·冯·卜利出任德国驻上海总领事。
1913年2月，保罗·冯·卜利出任德国驻暹罗公使，1917年，暹罗加入协约国。 保罗·冯·卜利於是返回德国，1922年8月7日，保罗·冯·卜利在黑森人民邦塞海姆-尤根海姆去世，享年62岁。